# Ashikita (huyện)
Ashikita (葦北郡 Ashikita-gun) là huyện thuộc tỉnh Kumamoto, Nhật Bản. Tính đến ngày 1 tháng 10 năm 2020, dân số ước tính của huyện là 19.935 người và mật độ dân số là 74 người/km2. Tổng diện tích của huyện là 268,1 km2.